# Беллона (муніципалітет)
Беллона (італ. Bellona) — муніципалітет в Італії, у регіоні Кампанія,  провінція Казерта.
Беллона розташована на відстані близько 170 км на південний схід від Рима, 38 км на північ від Неаполя, 14 км на північний захід від Казерти.
Населення — 5962 особи (2014).
Покровитель — San Secondino Vescovo.

## Демографія
Населення за роками:

Станом на 1 січня 2023 року в муніципалітеті офіційно проживало 298 іноземців з 30 країн, серед них 118 громадян країн Євросоюзу та 10 громадян України.

## Сусідні муніципалітети
- Камільяно
- Капуа
- Понтелатоне
- Вітулаціо